# 关汉卿 (话剧)

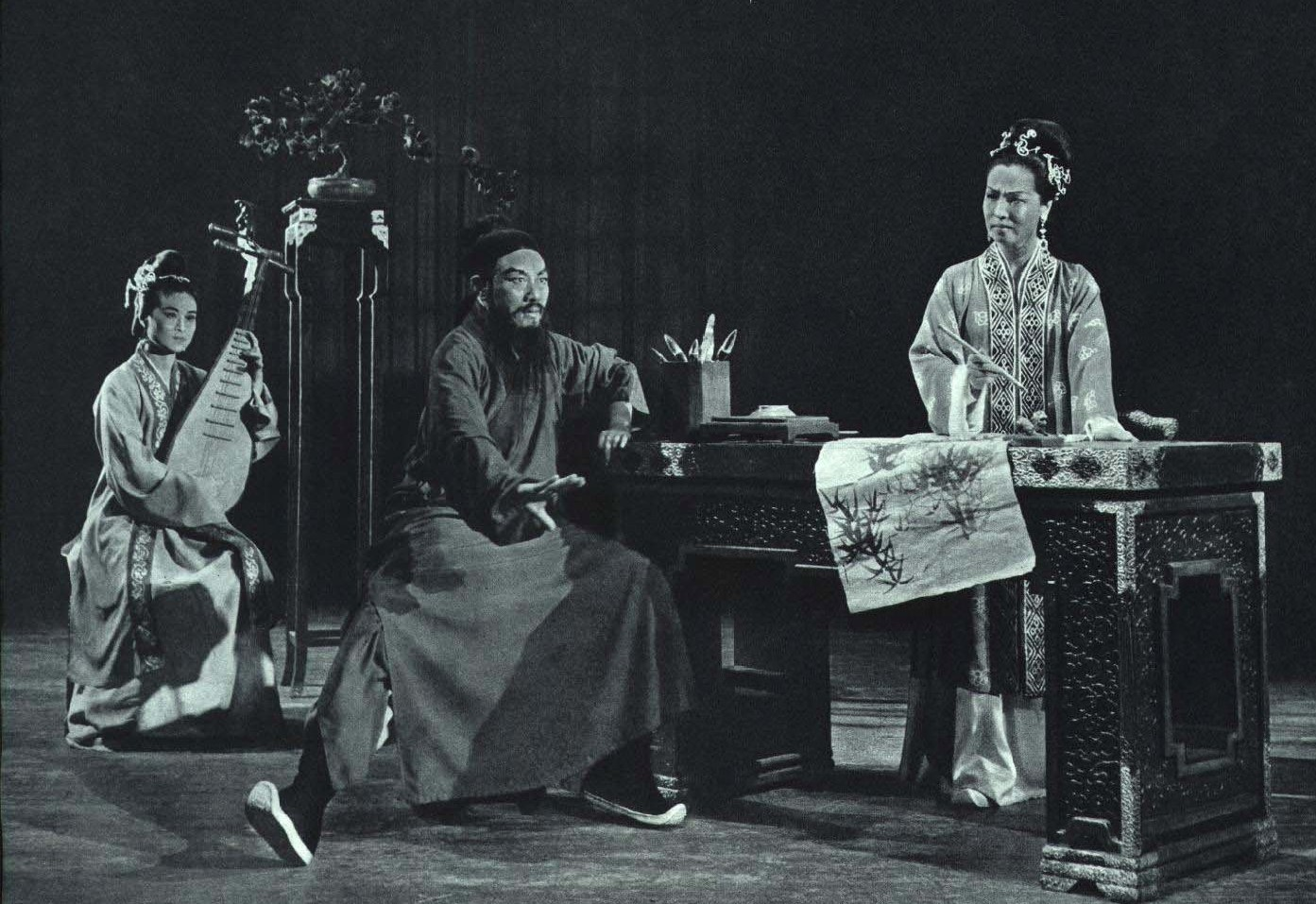
1964年话剧关汉卿

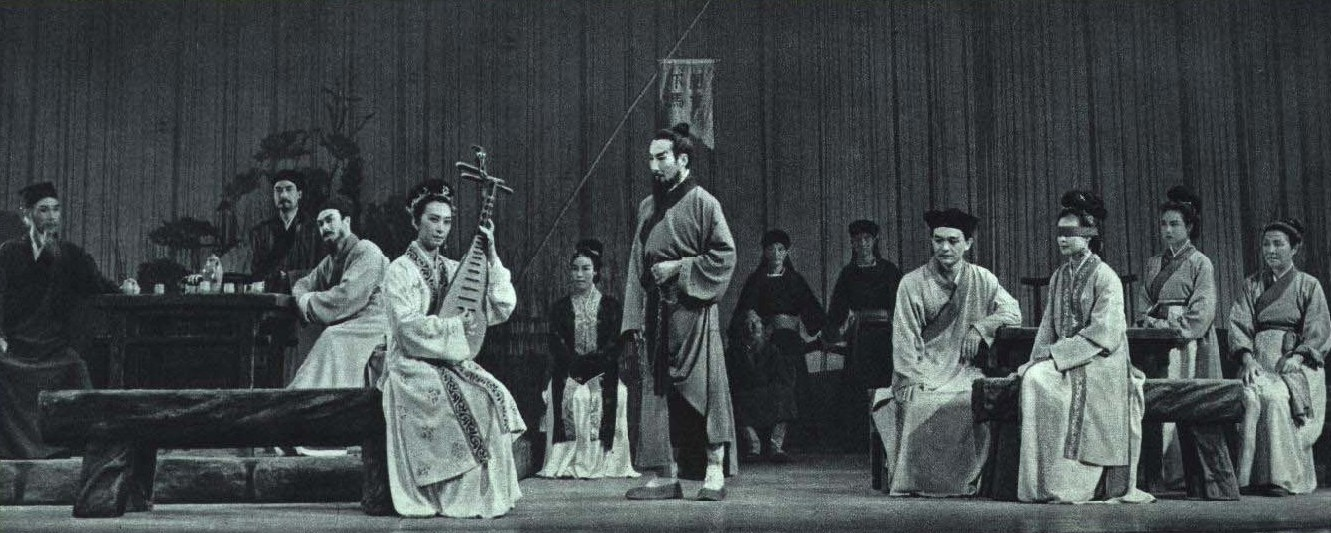
1964年话剧关汉卿

《关汉卿》，田汉的代表性话剧，1958年6月28日首演。
田汉的代表性作品有：戏剧《获虎之夜》、《咖啡店之夜》、《名优之死》、《回春之曲》、《文成公主》、《白蛇传》、《谢瑶环》。

## 写作和出版
1958年，为了纪念元朝文人关汉卿，田汉特意写了这部话剧。该剧目曾于1958年、1963年、2017年、2018年在北京人民艺术剧院上演。

## 内容
元朝的首都大都的街上，很多人在围着观看行刑，罪犯是个女子，老妇人在旁边喊“救救我的孩子”，“关汉卿”正在小酒店喝茶，店主“刘大娘”告诉他，罪犯名叫“朱小兰”，老妇人“陈二奶奶”的媳妇，她跟母亲一起到大都投靠亲戚，没有成功，寄住在陈二奶奶的家里，母亲染病，借了陈家10两银子，没有钱还债，就把朱小兰许给陈家的儿子“陈文秀”当媳妇，结婚后，陈文秀被人推倒河里淹死了，陈文秀的叔伯兄弟叫“李驴儿”，他为了得到朱小兰，在陈家的羊肉汤里放砒霜，毒死了陈文秀的父亲，李驴儿威胁朱小兰，朱小兰不从，李驴儿就告诉了知府大人“忽辛”，忽辛要斩杀朱小兰。
关汉卿听说后，去了歌姬“朱帘秀”家里，她鼓励关汉卿用笔写下这个故事，关汉卿就写了《窦娥冤》。
关汉卿还是太医院的医生，他还给权臣阿合马的母亲看病，酒店老板刘大娘的女儿“二妞”本来许配了人家，但是被阿合马的第25个儿子看中，抢来做了媳妇，关汉卿医好阿合马的母亲时，阿姆河母亲要感谢他，就把刘大娘的女儿放了。
关汉卿的好友“王和卿”，是个小官，为了《窦娥冤》出演，“伯颜丞相”老太太做寿时，在玉仙楼出演这部戏，获得观众叫好。
投靠奸臣的白和甫带着左丞相“郝帧”，叫他修改戏，不然掉脑袋，但是关汉卿刚正不阿，不同意，朱帘秀要关汉卿连夜逃出大都，但是关汉卿也没有这样做。
阿合马、大司徒“和礼霍森”观看这部戏，大司徒认为不错，阿合马大怒，把朱帘秀抓了起来，关汉卿挺身而出，为她说情，也被羁押入牢房，朱帘秀的徒弟“赛帘秀”因念了“何日苍天开眼，要将酷吏剥皮”而被挖掉一双眼睛。
白和甫到监狱要关汉卿投靠阿合马，被关汉卿掴了一记耳光。
阿合马作恶多端，被其他官僚举报而下野，所以与他相关的案件都松了，关汉卿被驱逐出大都，朱帘秀由行院看管。
王实甫等文人好友送别关汉卿，朱帘秀也要去，鸨母不许，二妞的（官差）丈夫送来和礼霍森丞相的钧谕，准许朱帘秀随关汉卿南下。
关汉卿和朱帘秀两人结伴南下江南。

## 主题和风格
该话剧围绕《窦娥冤》展开，揭示了中国千百年来封建社会对百姓的迫害，塑造了关汉卿这个“蒸不烂、煮不熟、锤不扁、炒不爆、响当当的一粒铜豌豆”角色。